# Ahsoka Tano
Ahsoka Tano là một nhân vật trong vũ trụ Star Wars. Được giới thiệu là học trò Padawan của Jedi Anakin Skywalker (tương lai trở thành Darth Vader), cô ấy là nhân vật chính trong phim The Clone Wars và chương trình truyền hình cùng tên. Ahsoka xuất hiện trở lại với Rebels trong mùa 2 của chương trình. Cô được đánh giá cao với vai trò làm động lực lớn cho Anakin Skywalker và là một nhân vật phức tạp. Đồng thời cô cũng được coi là nhân vật nữ mạnh mẽ trong vũ trụ Star Wars.

## Sáng tạo và phát triển

### Khái niệm
Ahsoka được phát triển để minh họa được sự phát triển của nhân vật Anakin Skywalker từ một người học trò Padawan bộc chộp và không có kỷ luật trong Star Wars: Tập II - Cuộc tấn công của các Clones (2002) để rồi trở thành hiệp sĩ Jedi chính thức trong Star Wars: Tập III - Revenge of the Sith (2005).[2] George Lucas, nhà sáng lập Star Wars, người có hai con gái, cũng muốn nhân vật này thu hút các cô gái.[3] Trong giai đoạn đầu phát triển nhân vật, tên của Ahsoka là "Ashla".
Đạo diễn và biên kịch của Clone Wars Dave Filoni, đã viết một câu chuyện về thời thơ ấu của Ahsoka để giúp phát triển nhân vật. Anh tưởng tượng ra một buổi lễ ở quê nhà của cô để kỉ niệm sự khám phá rằng cô có "một thứ phù hợp" để trở thành một Jedi.[5] Filoni nói anh ấy rất che chở nhân vật Ahsoka.
Đưa cho Anakin một cô học trò là có ý nghĩa đặt nhân vật này vào trong một vai trò mà buộc anh ấy phải trở nên thận trọng và có trách nhiệm hơn. Nó cũng giúp anh ta hiểu sâu hơn về mối quan hệ của mình với thầy của mình, Obi-Wan Kenobi, và miêu tả mối quan hệ thầy trò của họ trưởng thành như thế nào. Ahsoka và mối quan hệ với Anakin được xem như một câu chuyện thiết yếu bao gồm trong cả bộ phim hoạt hình và series phim truyền hình Clone Wars.

### Biên kịch
Ban đầu Filoni gặp khó khăn với việc viết Ahsoka bởi vì anh không có góc nhìn với một cô gái 14 tuổi.[8] Do đó, anh đã chuyển trọng tâm của mình và thay vào đó là viết Ahsoka chủ yếu như một Jedi nữ thanh niên.[8] Filoni nói rằng, anh "luôn luôn có một câu chuyện trong tâm trí" cho sự phát triển tổng thể của Ahsoka.[9] Anh bắt đầu suy nghĩ về cuộc đối đầu cuối cùng giữa Ahsoka và Vader ngay từ lần đầu anh tạo ra Ahsoka,[10] mỗi ý tưởng lại có một kết thúc khác nhau, bao gồm một ý tưởng trong đó Vader giết Ahsoka trong khi cô chém mũ bảo hộ của hắn để lộ khuôn mặt của Anakin.
Ashley Eckstein, nữ diễn viến lồng tiếng cho Ahsoka, cho biết cô và các nhà biên kịch đã nhận thức được rằng khán giả ban đầu cảm thấy nhân vật này rất phiền nhiễu, và rằng có một "giới hạn" giữa Ahsoka trở nên thô lỗ và trở nên đáng yêu.[13] Bởi vì giai đoạn sản xuất điẽn ra một năm trước những gì đang được phát sóng, Eckstein đã cầu xin người hâm mộ phải kiên nhẫn với sự trưởng thành của nhân vật.
Mặc dù Ahsoka rời khỏi Trật tự Jedi vào cuối mùa thứ năm của The Clone Wars, cốt truyện ban đầu đã có ý định đưa cô trở lại với Trật tự.[14] Filoni cho biết đây sẽ là sự phát triển nhân vật "bình thường" và gợi ý cho Lucas rằng cô thay vào đó vẫn bị trục xuất; Lucas đồng ý.[14] Lucas tin rằng Ahsoka sẽ sống sót qua "Sắc lệnh 66".

### Ngoại hình
Ahsoka sau khi bị giới phê bình chê về trang phục hơi hở hang, cô có trang phục mới sau mùa 3 của sê-ri Clone Wars. Finoli nói rằng sự thay đổi này giúp cho chương trình tới gần sự kiện trong Phần III hơn.
Áo giáp của Ahsoka trong Rebels dựa theo thiết kế của nữ Samurai. Bộ giáp được cô tìm thấy trong một Đền Jedi cổ và thanh kiếm ánh sáng trắng cho thấy cô không đưng về phía ánh sáng hay bóng tối. Finoli nói rằng đôi kiếm ánh sáng màu trắng thê hiện tốt hơn anh tưởng. Biểu cảm ở mặt của cô được thay đổi để cho thấy cô đã già đi. Đây là một trong các khó khăn mà những nhà làm sản xuất gặp phải khi thay đổi hoạt họa.

## Đón nhận
Sau sự giới thiệu của nhân vật, một số nhà phê bình đã chê nhân vật là phiền phức và đoán rằng nhân vật sẽ chết trước khi chương trình The Clone Wars kết thúc. The Los Angeles Times gọi Ahsoka là nhân vật "đã được tính toán để được vẻ dễ thương". Wired đã chỉ trích sự xuất hiện "nửa khỏa thân" của nhân vật trong các mùa đầu của The Clone Wars, nói rằng sự thay đổi ở mùa 3 là "hợp lý hơn". Blastr nói rằng sự thiếu kinh nghiệm của nhân vật giúp cho cô có thể phát triển hơn, nói rằng "một nhân vật phát triển tốt và phức tạp theo mọi ý nghĩa". Chris Taylor nói về việc Ahsoka quyết định bỏ Trật tự Jedi và đi theo con đường của mình là "đoạn cliffhanger sửng sốt nhất của cả chương trình".
Blastr coi Ahsoka là một trong những nhân vật quan trọng nhất của Star Wars, nhất là đối với khán giả nữ, vì tới thời điểm đó, chưa có Jedi nữ nào xuất hiện trên màn ảnh. Erika Travis của Đại học California Baptist nói rằng Ahsoka là "từ bi và nữ tính, mà không bị biến thành đối tượng tình dục". Peter Lee gọi Ahsoka là một biểu tượng phụ nữ, thêm vào rằng cô là một trong những nhân vật của The Clone Wars thành công trong việc miêu tả nhân vật nữ mạnh mẽ. Lee thêm vào rằng Ahsoka là một trong các nhân vật được phát triển nhất của tất cả các nhân vật nữ trong Star Wars.